# Брант, Роб
Роберт Джеймс Брант (англ. англ. Robert James Brant; род. 2 октября 1990; Сент-Пол, Миннесота, США) — американский боксёр-профессионал, выступающий в средней (до 72,6 кг) и во второй средней (до 76,2 кг) весовых категориях. Среди профессионалов чемпион мира по версии WBA (2018—2019) в среднем весе.

## Профессиональная карьера
Дебютировал на профессиональном ринге 16 июня 2012 года, одержав победу нокаутом во 2-м раунде над соотечественником Шайенном Циглером (3-7).

### Участие во Всемирной боксёрской суперсерии
27 октября 2017 года в Шверине (Германия) состоялся четвертьфинальный бой 1-го сезона Всемирной боксёрской суперсерии во 2-м среднем весе (до 76,2 кг) между небитым проспектом Робом Брантом (22-0, 15 КО) и немецким ветераном Юргеном Бремером (48-3, 35 КО) в котором уверенную победу по очкам одержал 39-летний немецкий боксёр (счёт: 112-116, 109-119, 110-118).

### Чемпионский бой с Рёта Муратом
20 октября 2018 года в Лас-Вегасе (США) состоялся бой Бранта с чемпионом мира японцем Рёта Муратом (14-1), которого Роб Брант победил единогласным решением судей (счёт: 118-110, 119-109, 119-109) и завоевал титул чемпиона мира по версии WBA в среднем весе.

## Статистика профессиональных боёв
В таблице перечислены результаты всех поединков боксёров.
В каждой строке указан результат поединка. Дополнительно номер поединка обозначен цветом, который обозначает итог поединка. Расшифровка обозначений и цветов представлена в нижеследующей таблице.
| Пример | Расшифровка                     |
| ------ | ------------------------------- |
|        | Победа                          |
|        | Ничья                           |
|        | Поражение                       |
|        | Планируемый поединок            |
|        | Поединок признан несостоявшимся |
| КО     | Нокаут                          |
| ТКО    | Технический нокаут              |
| PTS    | Решение судей (по очкам)        |
| UD     | Единогласное решение судей      |
| MD     | Решение большинства судей       |
| SD     | Раздельное решение судей        |
| RTD    | Отказ от продолжения боя        |
| DQ     | Дисквалификация                 |
| NC     | Поединок признан несостоявшимся |

| 29 поединков, 26 побед (18 нокаутом), 3 поражения. | 29 поединков, 26 побед (18 нокаутом), 3 поражения. | 29 поединков, 26 побед (18 нокаутом), 3 поражения. | 29 поединков, 26 побед (18 нокаутом), 3 поражения. | 29 поединков, 26 побед (18 нокаутом), 3 поражения. | 29 поединков, 26 побед (18 нокаутом), 3 поражения. | 29 поединков, 26 побед (18 нокаутом), 3 поражения.                                                                 |
| Бой                                                | Рекорд                                             | Дата боя                                           | Соперник                                           | Место проведения боя                               | Раундов, время                                     | Примечание |
| -------------------------------------------------- | -------------------------------------------------- | -------------------------------------------------- | -------------------------------------------------- | -------------------------------------------------- | -------------------------------------------------- | --- |
| 29                                                 | 26-3                                               | 26 июня 2021                                       | Жанибек Алимханулы (9-0)                           | Virgin Hotels Las Vegas, Лас-Вегас, Невада, США    | RTD 8 (10), 3:00                                   | Бой за титул чемпиона по версии WBC Continental Americas (3-я защита Алимханулы) в среднем весе.                   |
| 28                                                 | 26-2                                               | 22 августа 2020                                    | Виталий Копыленко (28-2)                           | MGM Grand, Лас-Вегас, Невада, США                  | RTD 5 (10), 3:00                                   | |
| 27                                                 | 25-2                                               | 12 июля 2019                                       | Рёта Мурата (14-2)                                 | EDION Arena Osaka, Осака, Япония                   | TKO 2 (12), 2:34                                   | Потерял титул чемпиона мира по версии WBA (2-я защита Бранта) в среднем весе.                                      |
| 26                                                 | 25-1                                               | 15 февраля 2019                                    | Хасан Байсангуров (17-0)                           | Grand Casino, Хинкли, Миннесота, США               | TKO 11 (12), 1:42                                  | Защитил титул чемпиона мира по версии WBA (1-я защита Бранта) в среднем весе.                                      |
| 25                                                 | 24-1                                               | 20 октября 2018                                    | Рёта Мурата (14-1)                                 | Park Theater, Лас-Вегас, Невада, США               | UD 12 (12)                                         | Счёт: 118-110, 119-109 (дважды). Завоевал титул чемпиона мира по версии WBA (2-я защита Мурата) в среднем весе.    |
| 24                                                 | 23-1                                               | 9 марта 2018                                       | Колби Куртер (12-11)                               | Grand Casino, Хинкли, Миннесота, США               | KO 1 (8)                                           | Бой в среднем весе.                                                                                                |
| 23                                                 | 22-1                                               | 27 октября 2017                                    | Юрген Бремер (48-3)                                | Sport and Congresshall, Шверин, Германия           | UD 12 (12)                                         | Счёт: 112-116, 110-118, 109-119. Четвертьфинальный бой Всемирной боксёрской суперсерии (WBSS) во 2-м среднем весе. |
| Бой                                                | Рекорд                                             | Дата                                               | Соперник                                           | Место проведения                                   | Результат                                          | Примечание |